# IC 3322A
IC 3322A — галактика типу SBc () у сузір'ї Діва.
Цей об'єкт міститься в оригінальній редакції індексного каталогу.